# Anni Swan
Pour les articles homonymes, voir Swan.
Anni Emilia Swan, nommée Anni Manninen après son mariage, née le 4 janvier 1875 à Helsinki et morte le 24 mars 1958 dans la même ville, est une écrivaine finlandaise. Swan écrit de nombreux livres pour enfants et jeunes adultes, est journaliste pour des magazines pour enfants et travaille comme traductrice. Elle est considérée comme la créatrice de la littérature finlandaise pour jeunes filles.

## Biographie
Le père de Swan est Carl Gustaf Swan (fi) (1839–1916), une figure bien connue de son époque, qui a fondé le premier journal de Lappeenranta. La mère d'Anni Swan, Emilia Malin, est une passionnée de littérature et enseigne à ses neuf filles à lire des contes de fées et des récits dès leur plus jeune âge.

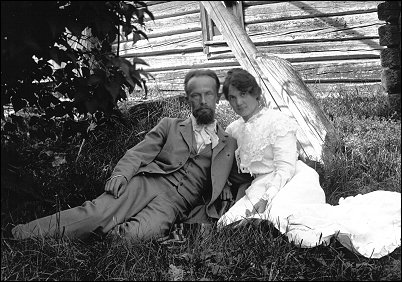
Otto Manninen et Anni Manninen (née Swan), vers 1906.

La famille vit à Lappeenranta de 1884 jusqu'au début du XXe siècle. Swan étudie dans une école pour filles à Mikkeli et obtient son diplôme en 1895 à l'Helsingin Suomalainen Yhteiskoulu. Elle devient institutrice à Jyväskylä en 1900 et travaille à Helsinki de 1901 à 1916. En 1907, elle épouse l'écrivain Otto Manninen (en). Ils auront trois fils, dont le plus jeune est le directeur de théâtre Mauno Manninen (en).
Le premier recueil de contes de fées de Swan, s'intitule simplement Satuja (« Contes de fées »), est publié en 1901. Son premier livre pour jeunes adultes, qui est en partie basé sur les souvenirs de son père, est Tottisalmen perillinen (« L'héritier de Tottisalmi »), publié en 1917. Ce livre parle d'un ouvrier agricole orphelin, Yrjö, qui s'avère être, en réalité, l'héritier d'une grande fortune. Ses autres livres bien connus sont Iris rukka (« Pauvre Iris »), Ollin oppivuodet (« L'Apprentissage d'Olli ») et Sara ja Sarri (« Sara et Sarri »). Dans plusieurs de ses livres, elle écrit sur des juxtapositions comme les pauvres et les riches, les bons et les méchants. Souvent, le protagoniste éprouve des difficultés lorsqu'il rencontre soudainement des personnes de classe sociale supérieure ou inférieure. Les personnages principaux courageux et ingénieux de la fiction pour jeunes adultes de Swan ont été un modèle pour de nombreux héros et héroïnes dans la fiction pour jeunes adultes ultérieure.
Swan est journaliste pour les magazines pour enfants Pääskynen (1907-1918) et Nuorten toveri / Sirkka (1919-1945). Elle a en outre traduit différentes œuvres comme celles des Frères Grimm, les contes de Jojo Lapin (en) (Br'er Rabbit) et Maître Renard (Br'er Fox) ainsi que la première traduction finnoise des Aventures d'Alice au pays des merveilles,,.
Connue comme la « Reine des Contes de fées » Finlandaise, un prix est créé en son honneur. Tous les 3 ans, depuis 1961, la Anni Swan -mitali (« Médaille Anni Swan ») est décernée à une fiction jeune adulte de haute qualité, publiée en Finlande et écrite en finnois ou en suédois,.

## Œuvres

### Enfants
- (fi) Satuja I-III, 1901-1905
- (fi) Pieniä satuja I–V, 1906
- (fi) Lasten-näytelmiä, 1910
- (fi) Tarinoita lapsille, 1912
- (fi) Satuja ja tarinoita, 1917
- (fi) Satuja, 1920
- (fi) Satuja VI, 1923
- (fi) Lastennäytelmiä II, 1923
- (fi) Kotavuoren satuja ja tarinoita, 1957

### Jeunes adultes
- (fi) Tottisalmen perillinen, 1914
- (fi) Iiris rukka, 1916
- (fi) Kaarinan kesäloma, 1918
- (fi) Ollin oppivuodet, 1919
- (fi) Pikkuppilassa, 1922
- (fi) Ulla et Mark, 1924
- (fi) Sara et Sarri, 1927
- (fi) Sara ja Sarri matkustavat, 1930
- (fi) Me kolme ja Ritvan suojatit, 1937
- (fi) Pauli sur Koditon, 1946
- (fi) Arnellin perhé, 1949

## Adaptations
Trois de ses romans sont adaptés en film.
Ollin oppivuodet (« L'Apprentissage d'Olli »), adapté en 1920, est réalisé par Teuvo Puro (en).
Son roman Tottisalmen perillinen (« L'héritier de Tottisalmi ») est adapté en 1940. Réalisé par Orvo Saarikivi (fi) pour Suomi-Filmi Production (en), les rôles principaux sont joués par Paavo Jännes (en) (le Baron von Sumers), Kalevi Koski (le petit-fils Klaus) et Raimo Hämäläinen (en) (Yrjö, l'héritier).
Le film Pikku Suorasuu de 1962, réalisé par Edvin Laine, est l'adaptation de son roman Iris rukka (« Pauvre Iris »).